# 奥通
奥通（法語：Hotton，法語發音：[ɔtɔ̃]）是比利时瓦隆大区盧森堡省馬爾什昂法梅訥區的一个市镇，西北与那慕爾省接壤，通行法语，是比利时法语社群的一部分，面积57.32平方千米，人口5,531人（2018年1月1日）。